# Vladimir Capella
Vladimir Roberto Capella (São Caetano do Sul, 31 de julho de 1951 - São Caetano do Sul, 21 de abril de 2015) foi um dramaturgo,  ator,  e músico brasileiro, tendo seus textos destinados ao público infanto-juvenil.
Estreou como diretor no espetáculo Panos e Lendas em 1978, o que lhe rendeu os prêmios Mambembe, Governador do Estado de São Paulo e Molière.
Ganhou o Prêmio APETESP em 1985 com a peça teatral Avoar, nas categorias autor, espetáculo, diretor e música ou trilha sonora e, em 1986, com a peça Antes de Ir ao Baile, nas categorias autor, espetáculo e diretor.
Recebeu, até a atualidade, mais de cem prêmios em sua carreira.